# Maru Tamés
María Eugenia Tamés Mejía (Ciudad de México, 18 de enero de 1946 - idem, 28 de agosto de 2022), también conocida por su nombre artístico Maru Tamés, fue una productora, directora, conductora, guionista, docente y feminista mexicana. Su trabajo abarca temas como género, salud, sexualidad y prevención del VIH, la visibilización de las historias de vida de mujeres así como biografías de mujeres matemáticas.

## Trayectoria
Maru Tamés estudió psicología de 1962 a 1966 en la Universidad Nacional Autónoma de México. Después de graduarse, se interesó por el cine y decidió estudiar en el Centro Universitario de Estudios Cinematográficos (CUEC) de 1978 a 1983.
En 1979, siendo estudiante en el CUEC, realizó junto a María del Carmen de Lara su primer documental, No es por gusto, en el que se cuenta la vida cotidiana de un grupo de prostitutas de la Ciudad de México. Fue parte de Colectivo Cine Mujer, primer grupo de mujeres cineastas feministas mexicanas que mostraron historias alternativas de las vidas de las mujeres tomando en cuenta una multiplicidad de vidas, experiencias y perspectivas.
En 1987, participó en la realización del documental Bordando la frontera, dirigida por Ángeles Necoechea, el cual aborda la vida de las mujeres que trabajan en maquiladoras en Ciudad Juárez, Chihuahua, México.
Fue productora y asistente de dirección en el documental No les pedimos un viaje a la luna, ganador del Premio Ariel al mejor mediometraje documental en la XXIX Entrega de los Arieles de la Academia Mexicana de Artes y Ciencias Cinematográficas, México 1987 y del Premio especial del jurado del XIV Festival de Cine Iberoamericano de Huelva, España 1988 .
Dirigió durante seis años, de 1998 a 2004, el programa televisivo de contenido social Diálogos en Confianza, de Canal Once del Instituto Politécnico Nacional. Durante su dirección el programa fue reconocido en seis ocasiones con el Premio Nacional de Periodismo y buscó que fuese un programa analítico y de servicio a la comunidad.
En el 2006 fundó la organización Umbral Comunicación Participativa A.C.  que se enfoca en mejorar la calidad de salud y vida de mujeres.
En el 2014, coordinó un taller sobre la situación de las mujeres en la carrera de matemáticas.

## Filmografía
| Año       | Título                            | Formato    | Notas                               |
| --------- | --------------------------------- | ---------- | ----------------------------------- |
| 2004-1998 | "Diálogos en Confianza"           | Televisión | Conducción y dirección              |
| 2003-2001 | "Diálogos a fondo"                | Televisión | Producción                          |
| 1988      | Testimonios del Petróleo          | Documental | Dirección                           |
| 1986      | Otra manera de hablar             | Documental | Dirección y guion                   |
| 1985      | No les pedimos un viaje a la luna | Documental | Producción y asistencia a dirección |
| 1979      | No es por gusto                   | Documental | Dirección, montaje y producción     |

## Premios
| Año              | Premio | Otorgante                                                 |
| ---------------- | --- | --------------------------------------------------------- |
| 1998, 2000       | Premio de Periodismo Club Primera Plana-Novartis a la divulgación de las Ciencias de la Vida, primer lugar Televisión                                                                                | Club Primera Plana-Novartis                               |
| 1998, 2000, 2001 | Premio Nacional de Periodismo Dr. José Negrete Herrera, programa seriado de mayor servicio a la comunidad                                                                                            | Club de Periodistas de México, A. C.                      |
| 2000             | Reconocimiento "Por la difusión de los derechos de las mujeres" | Comisión Nacional de la Mujer-UNICEF                      |
| 2001             | VII Premio de Periodismo José Pagés Llergo, Programa de Análisis y Opinión en Medios Electrónicos | Gobierno del estado de Tabasco                            |
| 2001             | Primer Lugar al Programa "Diabetes y Género" | Roche Syntex de México                                    |
| 2002             | Premio Nacional de Periodismo sobre Altruismo, en la categoría de Televisión | Club de Periodistas de México, A. C.                      |
| 2002-2003        | Premio Nacional de Periodismo en Salud, primer lugar Televisión | Club Primera Plana-Lemery                                 |
| 2003             | Mejor Programa de Contenido | Asociación Mexicana de Prensa Radio y Televisión (AMPRyT) |
| 2003             | Comunication Award Eloquium, Segundo lugar en el Premio Nacional de Periodismo sobre la Enfermedad Pulmonar Obstructiva Crónica (EPOC), por el programa Muerte y tabaquismo de Diálogos en Confianza | Laboratorios Pfizer, Boehringer Ingelheim y Promeco       |
| 2005             | Premio Mujer al Máximo, por la labor realizada en favor de la salud de las mujeres a través de los medios de comunicación                                                                            | Wyeth-Secretaria de Salud                                 |